# Charles Hamilton Hughes

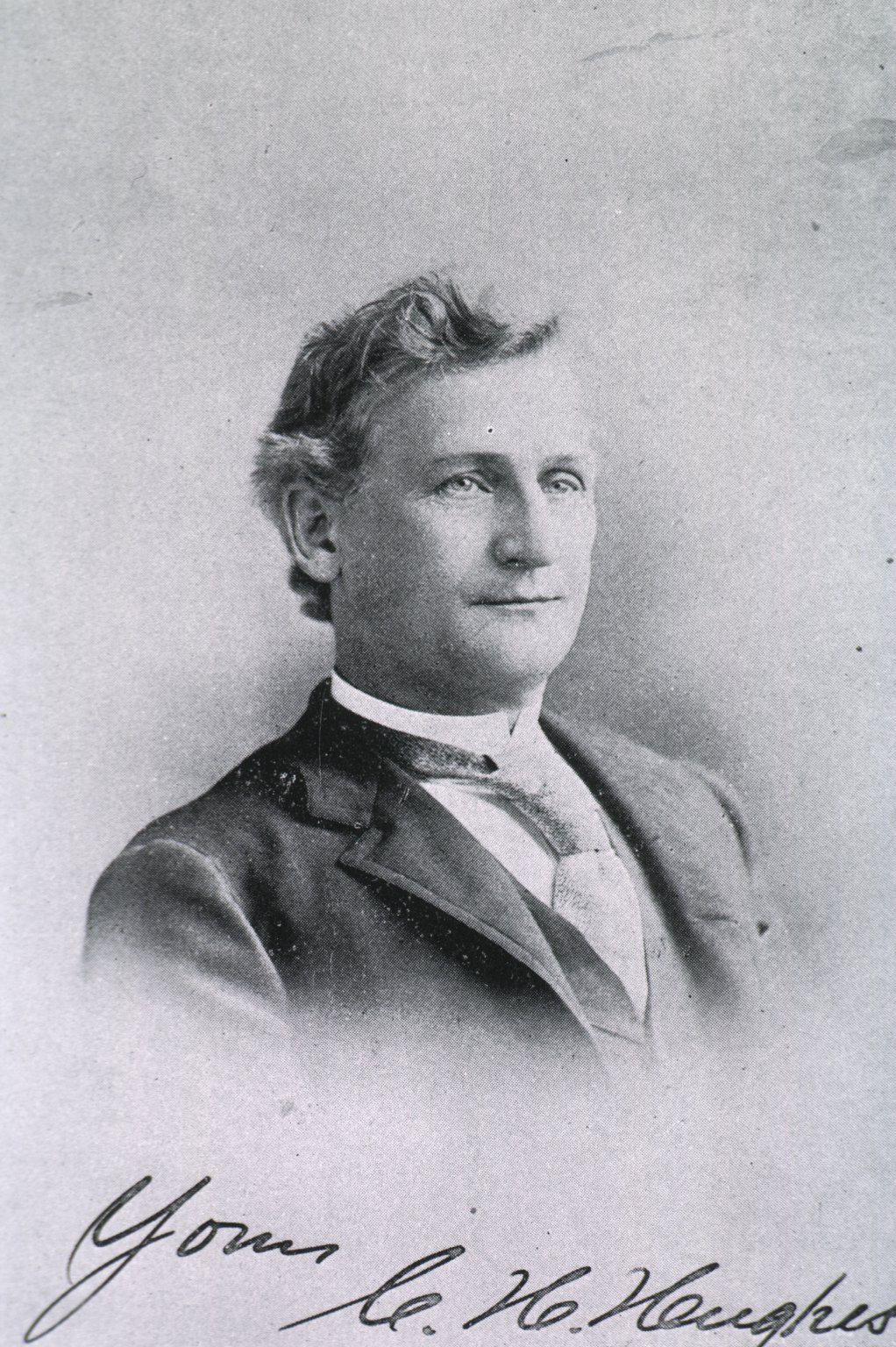
Charles Hamilton Hughes

Charles Hamilton Hughes (ur. 23 maja 1839 w Saint Louis, zm. 13 lipca 1916) – amerykański lekarz, chirurg, neurolog i psychiatra.
Brał udział w wojnie secesyjnej, po wojnie kierował szpitalem dla chorych psychicznie w Missouri. Założył i redagował czasopismo „Alienist and Neurologist”. Jako jeden z pierwszych opisał odruch opuszkowo-jamisty.

## Wybrane prace
- Normal and abnormal, rational and irrational, healthy or unhealthy delusion (1901)
- The curability of locomotor ataxia and the simulations of posterior spinal sclerosis (1884)
- The successful management of inebriety without secresy in therapeutics (1894)
- The Virile or Bulbo-cavernous Reflex. Alienist and Neurologist (1898)